# Bio-Dome
Bio-Dome es una película de comedia estadounidense de 1996 dirigida por Jason Bloom y producida por la compañía Motion Picture Corporation of America con un presupuesto de 15 millones de dólares. La trama de la película gira en torno a dos torpes vagos que, durante un viaje por carretera, buscan una parada en el baño en lo que creen que es un centro comercial, que de hecho resulta ser un "bio-domo", una forma de sistema ecológico cerrado en el que cinco científicos van a ser encerrados herméticamente durante un año.
La película está protagonizada por Stephen Baldwin y Pauly Shore, y cuenta con apariciones de celebridades como Roger Clinton, Kylie Minogue, Patricia Hearst y Rose McGowan. Jack Black y Kyle Gass llamaron la atención mundial por primera vez en Bio-Dome, donde actuaron juntos como Tenacious D en pantalla por primera vez.

## Sinopsis
Bud (Pauly Shore) y Doyle (Stephan Baldwin) son dos vagos que tienen novias ecologistas. Mientras realizan un viaje por carretera, sus vidas sufren un cambio radical cuando quedan atrapados en un bio-domo, una especie de experimento científico que pretende encerrar a cinco científicos durante un año para realizar un estudio ambiental.

## Reparto
- Pauly Shore es Bud "Squirrel" Macintosh
  - Adam Weisman es el joven Bud
- Stephen Baldwin es Doyle "Stubs" Johnson
  - Robbie Thibault, Jr. es el joven Doyle
- William Atherton es Nolan Faulkner
- Joey Lauren Adams es Monique
- Teresa Hill es Jen
- Rose McGowan es Denise
- Kylie Minogue es Petra von Kant
- Dara Tomanovich es Mimi Simkins
- Henry Gibson es William Leaky
- Patricia Hearst es la señora Johnson
- Roger Clinton es el profesor Bloom
- Taylor Negron es Russell
- Jeremy Jordan es Trent
- Channon Roe es Roach
- Trevor St. John es Parker
- Butch McCain es Joachim West
- Ben McCain es Aries West
- Jack Black y Kyle Gass son Tenacious D
- Phil LaMarr y Paul Eiding son los asistentes
- Phil Proctor es Axl
- Kevin West es T.C. Romulus
- Rodger Bumpass es el narrador

## Recepción
Bio-Dome fue vapuleada por la crítica. Solamente el 4% de los críticos en la página Rotten Tomatoes le dieron una reseña positiva. En Metacritic tiene una puntuación de 1 sobre 100 basada en 10 reseñas, indicando un "rechazo abrumador". Es una de las siete películas que mantienen su puntuación de 1; las otras seis siendo 10 Rules for Sleeping Around, Chaos, inAPPropriate Comedy, Not Cool, The Singing Forest y United Passions.